# Henry Hudson

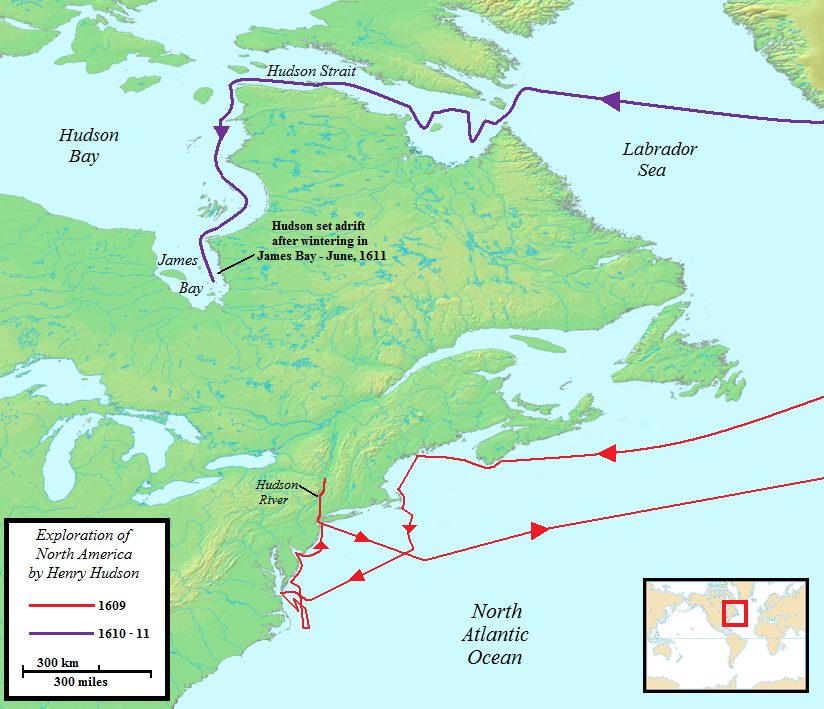
Henry Hudson amerikai útjai (angol feliratokkal)

Henry Hudson (1570. szeptember 22. – Hudson-öböl, 1611) angol tengerész, utazó, felfedező. Fontosabb tengeri expedíción az Északi Jeges-tenger környékének vizeit derítette fel.

## Útjai
Első nagyobb útján 1607-ben az Északkeleti átjárót keresve az Északi-sarkvidéken át próbált meg eljutni Ázsiába — akkor ugyanis még úgy gondolták, hogy az Északi-sark környékén az erőteljes árapály miatt nem alakulhat ki összefüggő jégtakaró. Izlandot nyugatról megkerülve Grönland és a Spitzbergák között próbált áthajózni, és az északi szélesség 80°-ig jutott. Visszatérőben felfedezte a Jan Mayen-szigetet.
1608-ban átkelt a Barents-tengeren, de Novaja Zemlja déli partjainál összefüggő jégmező állta útját.
1609-ben a Holland Kelet-indiai Társaság megbízásából indult útnak Halve Maen (Félhold) nevű hajóján, ismét csak az Északkeleti átjáró felkutatására. Ezúttal is útját állta a jég (nem sokkal Norvégiától északra), ám ekkor Hudson saját hatáskörében nyugatnak, az ugyancsak felderítésre váró Északnyugati átjáró felé fordult. Végighajózott Észak-Amerika partvidékén Új-Skóciától a Chesapeake-öbölig, és eközben csak érintette a Delaware-öblöt, amit a következő évben Samuel Argall kapitány térképezett fel és nevezett el.
Szeptember 11-én fölfedezte Manhattan szigetét, és másnap behajózott a később róla elnevezett Hudson folyó torkolatába. A folyón a mai Albanyig jutott fel. Hollandia nevében birtokba vette a területet, amit a kor szokásának megfelelően Új-Hollandiának (Nieuw Nederland) nevezett el. Javasolta, hogy a hollandok a régióban alapítsanak állandó telepet (ez lett a jelenlegi Albany helyén épült Fort Orange).
1610-ben immár angol zászló alatt, a Virginia Társaság és az Angol Kelet-indiai Társaság megbízásából északabbra próbálkozott: végighaladt a később ugyancsak róla elnevezett tengerszoroson, és Kanada északkeleti partvidékén fölfedezte az ugyancsak az ő nevét viselő, hatalmas, tenger méretű öblöt. Ennek keleti partján haladt dél felé abban a hiszemben, hogy már a Csendes-óceánon jár. Eljutott az öböl legdélibb részéig, a James-öbölig, ahol hajója befagyott. A partvidéken telelt át embereivel fölöttébb sanyarú körülmények között. Tavasszal, amikor az idő javultán folytathatták volna útjukat, legénysége megtagadta a parancsot, és föllázadt. Hudsont fiával és hét, hűségén maradt matrózzal minden élelem nélkül mentőcsónakba ültették, és sorsukra hagyták őket. A lázadók visszatértek Angliába, Hudsonéknek pedig nyomuk veszett.
Hudson kudarcai jó időre véget vetettek az Északkeleti átjáró kutatásának; ezeket a kísérleteket csak a 20. század második felében, jégtörőkkel újították fel — az Északnyugati átjáró felderítésével 1616-ig (William Baffin utolsó útjáig) próbálkoztak, majd a 19. században John Ross expedíciójával (1818) folytatódott a kutatás.

## Jegyzetek

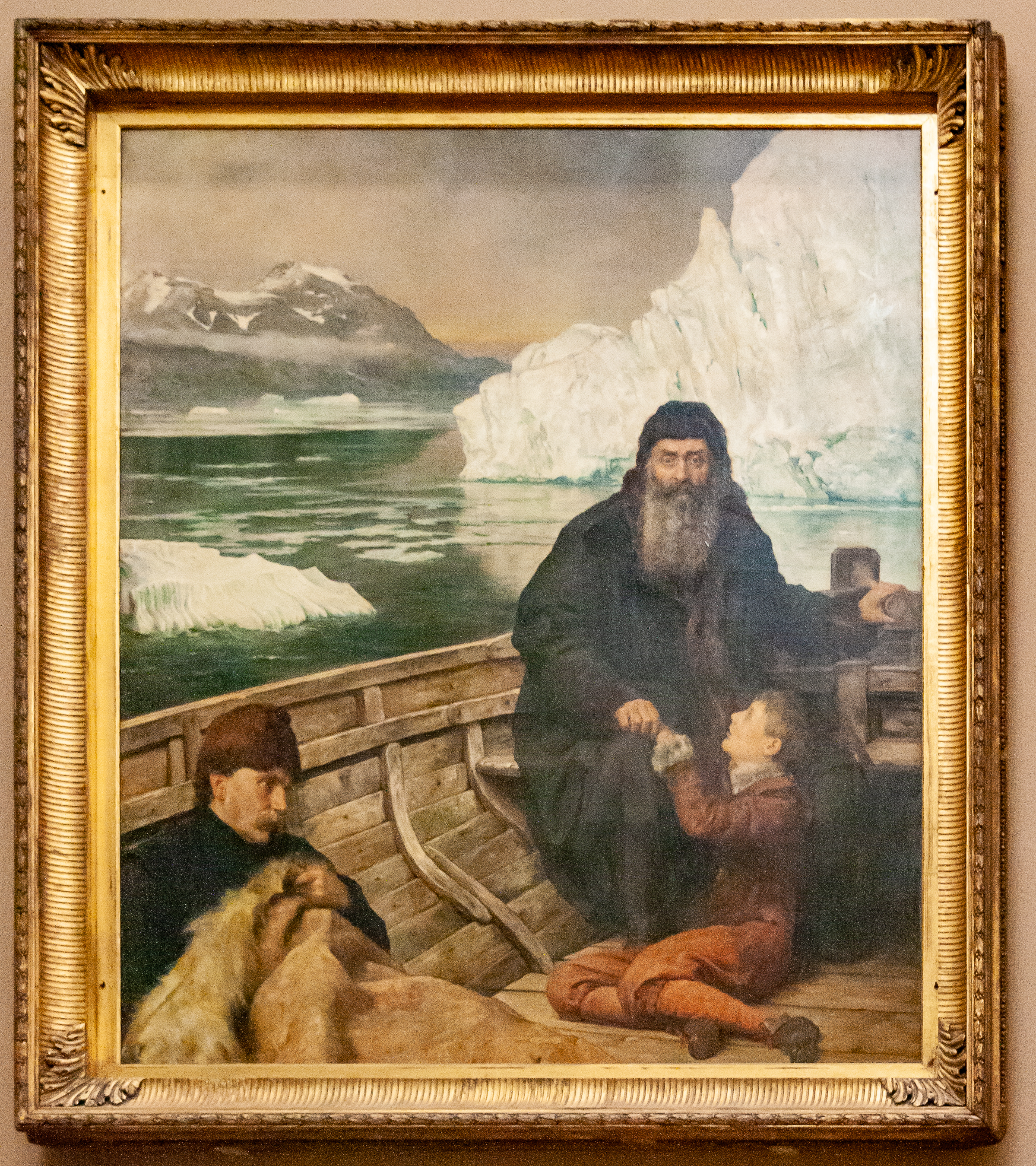
Hudson utolsó útja. John Collier festménye a londoni Tateben